# George Bridgewater
George Bridgewater (ur. 18 stycznia 1983 w Wellington) – nowozelandzki wioślarz, brązowy medalista w wioślarskiej dwójce bez sternika podczas Letnich Igrzysk Olimpijskich w Pekinie.

## Osiągnięcia
- Igrzyska Olimpijskie – Ateny 2004 – dwójka bez sternika – 4. miejsce[1][2].
- Mistrzostwa Świata – Gifu 2005 – dwójka bez sternika – 1. miejsce[1][2].
- Mistrzostwa Świata – Eton 2006 – dwójka bez sternika – 2. miejsce[1][2].
- Mistrzostwa Świata – Monachium 2007 – dwójka bez sternika – 2. miejsce[1][2].
- Igrzyska Olimpijskie – Pekin 2008 – dwójka bez sternika – 3. miejsce[1][2].

## Odznaczenia
- Nowozelandzki Order Zasługi V klasy (2008)[3]